# Pure Food and Drug Act (groupe)
Pure Food and Drug Act est un groupe américain de blues rock, actif entre 1969 et 1973. Il est formé au début des années 1970 par Don « Sugarcane » Harris. Le groupe commence avec Paul Lagos aux percussions, Larry Tylor à la basse et Randy Resnick à la guitare. 

## Histoire
Le groupe débute avec Paul Lagos à la batterie, Larry Taylor à la basse et Randy Resnick à la guitare. Resnick expérimente à l'époque une technique de tapping à une ou deux mains, qui deviendra plus tard un outil standard du guitariste. Le groupe joue dans de petites salles de la région de Los Angeles, comme le Troubadour et le Ash Grove, pendant plusieurs mois. Alors que le groupe est à la recherche d'un contrat d'enregistrement, Larry Taylor aurait commencé à se lasser des retards constants et de l'irresponsabilité de Don et décide de poursuivre sa carrière avec John Mayall. À la même époque, Harvey Mandel, un ancien de Charlie Musselwhite, Canned Heat et Mayall, est engagé pour renforcer l'accompagnement et susciter l'intérêt des labels discographiques, car il avait déjà un public depuis ses années de Chicago blues. Pour remplacer Taylor à la basse, un nouveau venu, Victor Conte, est recruté chez Common Ground, un groupe de funk de Fresno dans lequel Resnick avait joué. Conte joue ensuite dans Tower of Power et avec Herbie Hancock dans son Monster Band.
Choice Cuts est le seul album du groupe, enregistré en direct à Seattle en 1972, mais il n'a pas beaucoup de succès. À cause du manque de fiabilité de Don, l'album n'a pas eu beaucoup de succès. Don, le groupe répétait rarement. Les concerts comprenaient des solos prolongés et des sections d'ensemble improvisées, et une chanson durait souvent 20 minutes ou plus. Plusieurs changements de groupe ont lieu jusqu'à ce que le groupe se sépare quelques années après la sortie de son premier album.

## Discographie
- 1972 : Choice Cuts
- 1972 : Elanor Rigby / My Soul's on Fire